# Da ist der Wurm drin
Da ist der Wurm drin è un gioco da tavolo per bambini di Carmen Kleinert pubblicato nel 2011 dalla casa editrice Zoch Verlag. Il gioco è stato pubblicato in Italia nel 2018 da Simba Toys con il titolo di La corsa dei lombrichi.
Nello stesso anno ha vinto il Kinderspiel des Jahres, il premio speciale per i giochi dei bambini nell'ambito del prestigioso Spiel des Jahres.

## Ambientazione
Nel giardino si svolge una gara di lombrichi che si infilano e fanno capolino dal terreno. i giocatori scommettono su quello più rapido: chi indovina potrà far mangiare al proprio lombrico margherite e fragole, che gli daranno la forza per scavare ancora più rapidamente. Vince il lombrico che per primo fa capolino dal terreno.

## Regole e materiali

### Materiali
- 1 tavoliere composto da due pezzi: si impilano in modo da creare 4 gallerie, su ciascuna delle quali si aprono due fessure, la prima a circa un terzo del percorso (margherite) e la seconda a circa due terzi (fragole);
- 60 tessere "pezzi di lombrico" di 6 colori e lunghezze differenti: 10 blu (lunghezza 1), 10 arancio (lunghezza 2), 10 viola (lunghezza viola), 10 gialli (lunghezza 4), 10 verdi (lunghezza 5), 10 rossi (lunghezza 6);
- 4 tessere "teste di lombrico";
- 4 tessere "margherita";
- 4 tessere "fragola";
- 1 dado a 6 colori.

### Regole del gioco
Il tavoliere simula un terreno con 4 gallerie dove si infilano i lombrichi.
Al proprio turno ciascun giocatore tira il dado: il colore che esce indica quale tessera "pezzo di lombrico" si deve infilare nella propria galleria. La tessera fa aumentare la lunghezza del proprio verme e lo fa quindi avanzare nella corsa.
Prima che i lombrichi spuntino da una delle due fessure lungo le gallerie i giocatori possono scommettere su quale verme comparirà per primo in superficie. La scommessa si effettua piazzando una tessera del proprio colore in corrispondenza della galleria del verme su cui si vuole puntare: chi indovina può usare quella stessa tessera per far avanzare il proprio verme.
Vince chi arriva per primo al traguardo..

## Premi e riconoscimenti
Il gioco ha vinto i seguenti premi:
- 2011 - Kinderspiel des Jahres (Gioco per bambini dell'anno)[2];